# Clessidra ad acqua

Schema di una clessidra ad acqua:
1) Acqua
2) Scala graduata
3) Foro di uscita
4) Recipiente di raccolta

La clessidra ad acqua (o clessidra idrica, idroscopo, idroscopio, o semplicemente clessidra) è un dispositivo per la misura dello scorrere del tempo basata su un flusso costante di acqua in uscita da un contenitore.

## Storia
Poiché il flusso di acqua non è facilmente controllabile e dipendente da diverse variabili, questo orologio non è né molto preciso né molto accurato. È stato però il primo strumento di misura del tempo indipendente dalle osservazioni astronomiche. Uno dei più antichi esemplari fu ritrovato nella tomba del faraone Amenhotep I, risalente al XV secolo a.C..

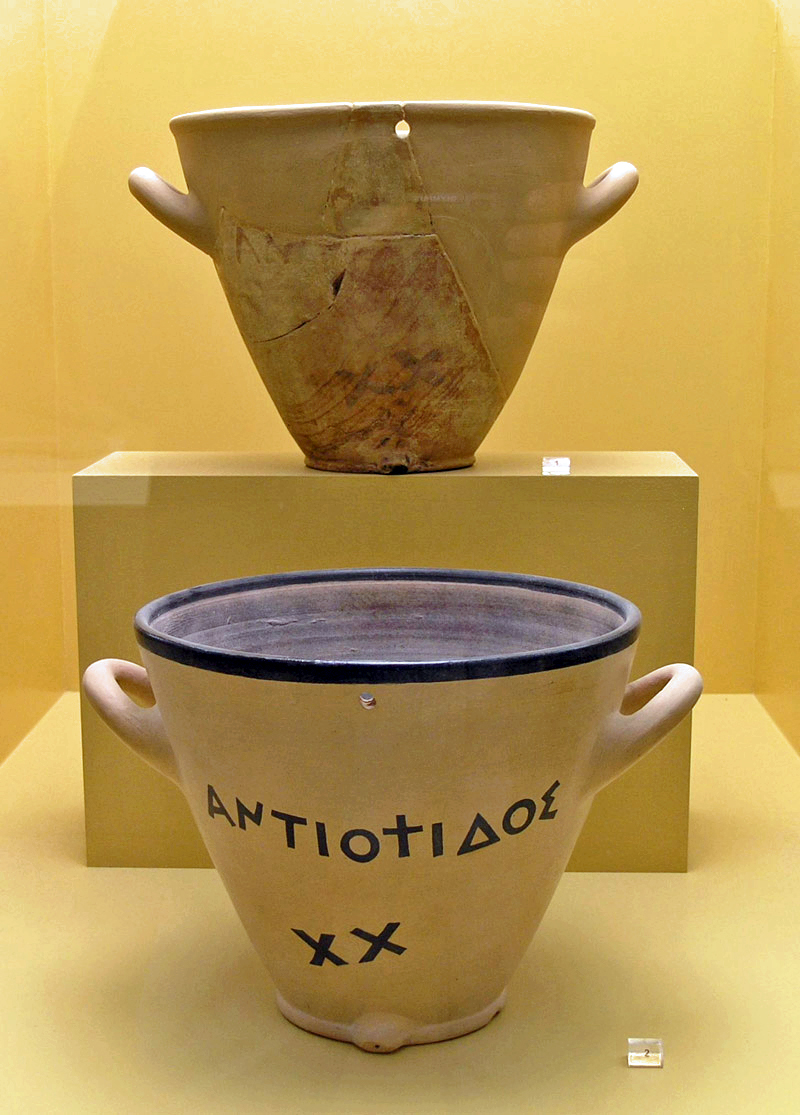
Ricostruzione, da frammenti originali, di una clessidra ad acqua greca

In Grecia l'uso della clessidra ad acqua fu introdotto nel 325 a.C., sotto forma di contenitori in pietra di forma tronco conica che facevano fuoriuscire acqua da un foro praticato sul fondo, a un ritmo costante. Altre clessidre ad acqua avevano forma cilindrica o a coppa e venivano lentamente riempiti da un flusso costante di acqua. Alcuni segni sulla superficie interna del contenitore indicavano il trascorrere delle ore al salire del livello del liquido.
Un'altra versione era costituita da un contenitore di metallo forato sul fondo che, posto a galleggiare in un contenitore più grande, affondava in un tempo determinato. Questo sistema è rimasto in uso fino al XX secolo in Nordafrica. Questi orologi erano in genere impiegati durante la notte, ma non di giorno, quando erano disponibili le più precise meridiane.
Nella prima metà del III secolo a.C. Ctesibio trasformò la clessidra ad acqua in un più complesso orologio ad acqua. Da lui e da altri furono introdotti vari meccanismi per aumentare la precisione dell'orologio regolando la pressione e mantenendo costante il flusso dell'acqua, ma anche per offrire una migliore visualizzazione dell'ora. Gli esemplari più evoluti potevano suonare campane o gong, aprire finestre per mostrare immagini, oppure avevano indicatori mobili, quadranti o rappresentazioni di corpi celesti. Tra i progettisti di orologi di questo tipo vi furono Archimede ed Erone di Alessandria.

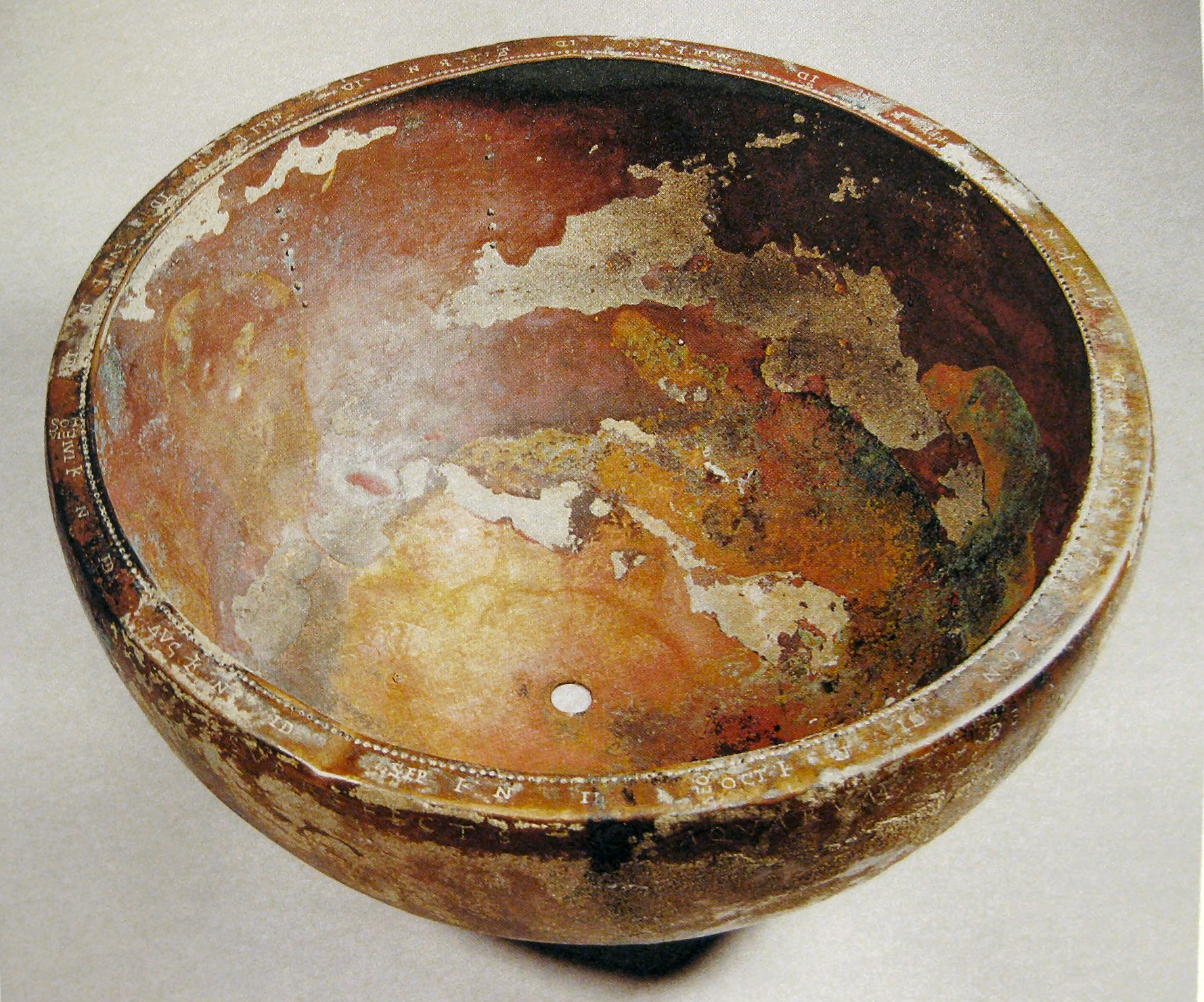
Orologio ad acqua romano, da Francoforte, III secolo. Sul bordo è presente un calendario realizzato praticando un foro per ogni giorno

L'astronomo macedone Andronico di Cirro fu responsabile della costruzione dell'Horologion, noto oggi come Torre dei Venti al mercato di Atene, nella prima metà del I secolo a.C. Si tratta di una torre ottagonale con raffigurazioni di studenti e persone al mercato, e reca sia una meridiana sia una indicazione meccanica dell'ora. Contiene un meccanismo a clessidra in grado di mostrare tutte le 24 ore, la stagione dell'anno nonché date e periodi astrologici. Indica anche la direzione dei venti principali, da cui il nome attuale.
Orologi ad acqua furono usati anche in epoca imperiale.

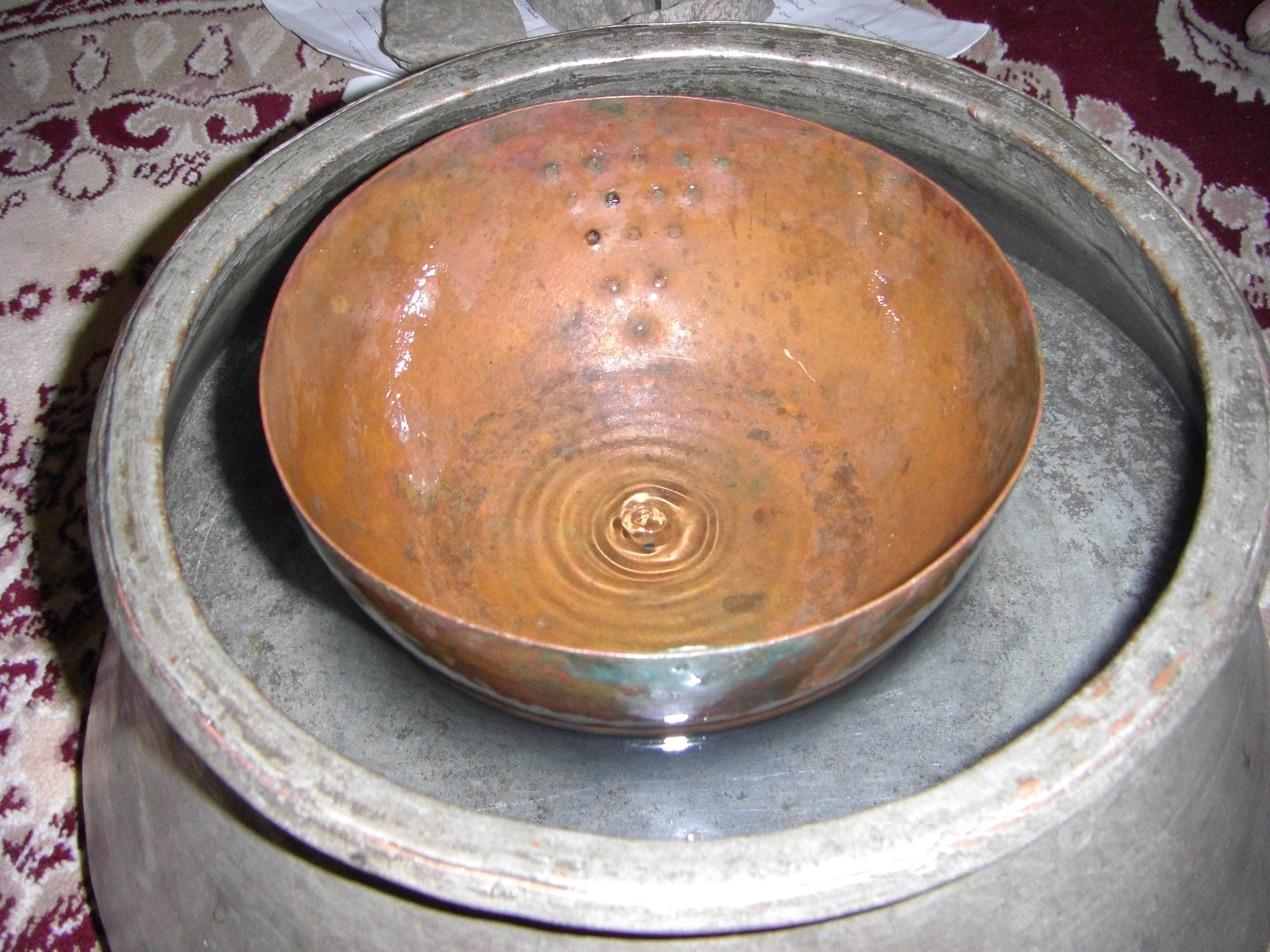
Orologio persiano antico

In Estremo Oriente furono realizzati orologi meccanici astronomici tra il 200 e il 1300. Uno dei più elaborati è la torre orologio alta dieci metri realizzata probabilmente da Su Song (蘇頌) nel 1088. Il meccanismo incorpora uno scappamento ad acqua inventato nel 725 e presenta una sfera armillare mossa automaticamente, un globo celeste e cinque pannelli che si aprono mostrando personaggi che suonano gong e mostrano tavolette su cui è riportata l'ora e altri momenti particolari della giornata.